# Цешково-Старе
Цешково-Старе (пол. Cieszkowo Stare) — село в Польщі, у гміні Бабошево Плонського повіту Мазовецького воєводства.
Населення — 248 осіб (2011).
У 1975-1998 роках село належало до Цехановського воєводства.

## Демографія
Демографічна структура станом на 31 березня 2011 року:
|          | Загалом | Допрацездатний вік | Працездатний вік | Постпрацездатний вік |
| -------- | ------- | ------------------ | ---------------- | -------------------- |
| Чоловіки | 125     | 29                 | 84               | 12                   |
| Жінки    | 123     | 27                 | 73               | 23                   |
| Разом    | 248     | 56                 | 157              | 35                   |